# 亚历山大·尼古拉耶维奇·瓦西里耶夫 (1980年)
亚历山大·尼古拉耶维奇·瓦西里耶夫（羅馬化：Aleksandr Nikolayevich Vasil'yev；1980年8月29日—）是俄罗斯足球教练和前运动员。

## 职业生涯
他在俄罗斯全国足球联赛中为4支不同的球队效力了8个赛季。